# 8489 Boulder
8489 Boulder è un asteroide della fascia principale. Scoperto nel 1989, presenta un'orbita caratterizzata da un semiasse maggiore pari a 3,1437972 UA e da un'eccentricità di 0,1165775, inclinata di 5,83461° rispetto all'eclittica.